# Seznam sborů dobrovolných hasičů v okrese Náchod
Toto je seznam sborů dobrovolných hasičů v okrese Náchod:
- SDH Bukovice
- SDH Zvole
- SDH Náchod
- SDH Jizbice
- SDH Nové Město nad Metují
- SDH Provodov
- SDH Řešetova Lhota
- SDH Rožnov
- SDH Stolín
- SDH Suchý Důl
- SDH Velký Dřevíč
- SDH Vršovka
- SDH Zájezd (Česká Skalice)
- SDH Velké Poříčí
- SDH Červený Kostelec

a další